# Воєнно-шефські комісії (1941-1945)
Воєнно-шефські комісії (рос. Военно-шефские комиссии, скорочено ВШК) — громадські самодіяльні утворення періоду німецько-радянської війни, створені для зміцнення зв'язків фронту й тилу та надання практичної допомоги Червоній армії (див. Радянська армія) з боку населення. На початку вересня 1941 створено Центральну комісію для здійснення зв'язків фронту й тилу. Відповідно в областях, районах і містах виникли ВШК, які збирали серед населення подарунки воїнам, організовували листування між фронтовиками і тиловою громадськістю. ВШК влаштовували обміни делегаціями між фронтом і тилом. Патріотичний рух населення на допомогу пораненим воїнам Червоної армії очолили республіканські, обласні, міські та районні комітети з обслуговування поранених і хворих бійців і командирів. У складній обстановці прифронтової території України ВШК організовували масову допомогу населення госпіталям у догляді та транспортуванні поранених, прибиранні приміщень, пранні та ремонті білизни, постачанні продовольством, збиранні лікарських рослин, забезпеченні літературою і пресою тощо. За 1941–45 нас. України здійснювало шефство над 422 військовими госпіталями (загальна кількість ліжок 184 тис.). На підприємствах, в установах, житлових будинках, колгоспах створювалися громадські побутові комісії з надання матеріальної допомоги сім'ям фронтовиків, інвалідів війни, проведення місячників, декадників, суботників тощо з метою створення додаткових грошових, продовольчих і промтоварних фондів.